# Janusz Bystrzonowski
Janusz Franciszek Bystrzonowski (ur. 1949 w Tarnowie) – polski adwokat i działacz polityczny, wojewoda tarnowski (1990–1991).

## Życiorys
Ukończył studia prawnicze na Uniwersytecie Jagiellońskim. Po uzyskaniu aplikacji sędziowskiej i adwokackiej wykonywał zawód adwokata. W 1980 został doradcą prawnym NSZZ „Solidarność”, a w latach 80. był obrońcą w procesach politycznych. Od 1986 zasiadał w Okręgowej Radzie Adwokackiej. W 1989 był kandydatem „Solidarności” w wyborach kontraktowych, jednak wycofał się na rzecz Karola Krasnodębskiego. W 1990 premier Mazowiecki mianował go wojewodą tarnowskim.
Po odejściu z urzędu w 1991 powrócił do praktyki adwokackiej. W 2004 został powołany na członka Rady Muzeum Okręgowego w Tarnowie.